# Шварц, Павел Иванович
Павел Иванович Шварц (ум. 1852) — российской садовод, агроном

, ботаник и переводчик; известен прежде всего своими многочисленными, популярными, оригинальными, и переводными сочинениями главным образом по садоводству и вообще по ботанике. В предисловии к «Садовому календарю» на 1824 год он говорит, что предпринимает свои издания, «любя страстно часть сию (садоводство), занимаясь оной непрестанно и желая по возможности способствовать распространению открытий, сделанных и делаемых как нашими, так и иностранными флористами и помологами».

## Биография
Об его детстве информации практически не сохранилось, да и прочие биографические сведения о нём очень скудны и отрывочны; известно лишь, что Павел Шварц был сыном профессора эстетики Императорского Московского университета Ивана Григорьевича Шварца.
Основным его наследием стали его научные труды и переводы (в хронологическом порядке): 
1. «Северный цветник, или цветной садовник, содержащий подробное руководство к заведению цветов для нашего северного климата». Сочинение Цигры, перевод в немецкого, М., 1817 г., изд. 2—1822 г.
2. «Экономическая ручная книга садоводства о содержании огородных растений, парников, хмельников и ананасных теплиц, с присовокуплением краткого и ясного наставления о пристановке персиковых, вишневых и сливных дерев и виноградных лоз, также всеобщего рассмотрения ежемесячных занятий во всех частях садоводства, приноровленная к нашему климату и основанная на практических опытах». Сочинение И. Г. Цыгры, перевод в немецкого. М. 1818 г.
3. «Краткое, ясное и подробное руководство к содержанию и разведению лучших цветных кустов и растений как тепличных, так оранжерейных и воздушных, с присовокуплением полного и подробного наставления о составлении и качестве земли, пересадки, размножении и содержании горшечных растений в рассуждении поливки», М. 1821 г. — То же. Изд. 8-е. СПб. 1867 г.;
4. «Краткое наставление к содержанию лучших цветочных луковиц как в горшках в комнатах, так и в грунту», М. 1821 г.
5. «Ручная книжка для охотников, садовников и огородников»; М. 1824 г.,
6. «О содержании иностранных плодовитых дерев в горшках». Сочинение Диля, перев., 2 ч., М. 1824 г.;
7. «Ясное и подробное наставление о пристановке и содержании во время оной персиковых, абрикосовых, сливных, вишневых и грушевых дерев; составлении и приготовлении потребной для них земли; причинах бели или проказы на персиках и испытанном лекарстве от оной; обрезывании, пристановке и содержании виноградных лоз; содержании ананасов и земле, требуемой как виноградными лозами, так и ананасами, и проч.». Издал Павел Шварц, М. 1824 г.;
8. «Краткое систематич. описание лучших груш, персиков, абрикосов и слив». Сочинение Диля, пер. М. 1824 г.;
9. «О заложении, разведении и содержании воздушных плодовитых садов в нашем климате, с подробным описанием разведения и содержания всех родов плодовитых дерев и кустов, кои могут в оных находиться». Собрал Павел Шварц. М. 1824 г.
10. «Подробное наставление о содержании огородов и всех входящих в состав оных растений, как-то: арбузов, дынь, земляники и клубники, спаржи, артишоков, всякого рода огородных овощей и душистых трав, также о заведении и содержании шампиньонных гряд и хмельника, с прибавлением ясного и подробного наставления о заложении и содержания как ранних, так и поздних парников». Издал Ш., М. 1824 г.;
11. «Садовый календарь на 1825 и 1826 г.» 4 ч. М. 1824—1826 гг.;
12. «Подробное описание совершенно новой методы содержания померанцевых, лимонных и всех к сему роду принадлежащих дерев». Пер. Ш., М. 1825 г.;
13. «Описание Линнеевой системы, с приложением таблицы, изъясняющей оную, и шести рисунков». Собрал и издал Ш., М. 1827 г.;
14. «Полное и подробное наставление о содержании и размножении всех доныне известных цветочных луковиц и луковичных корней, с показанием: времени цвета каждого сорта и колера цветов; требуемой оными земли; правил, которые должно наблюдать в пристановке зимой, и означением всех сортов, способных к раннему цвету». Издал Ш., М. 1827 г.;
15. «Продолжение к руководству о содержании и разведении лучших цветных кустов и растений», М. 1828 г.
16. «Ручная книжка для огородников, или наставление о содержании огородов и парников», М. 1832 г.;
17. «Прописи чистого латинского письма». М. 1833 г. Состав. Павел Шварц.
18. «Новейшая латинская азбука». М. 1834 г. Состав. Павел Шварц.
19. «О разведении и содержании плодовых садов. С описанием содержания и размножения всех плодовых деревьев и кустов, которые могут зимовать у нас на воздухе». М. 1832 г.
20. «О разведении, содержании, сборе, хранении и болезнях хмеля, с приложением рисунка и описания, как выводить хмель совершенно новым способом, наклонно, на небольших тычинах». Извлечено из новейших соч. П. Шварцем, СПб. 1837 г.
21. «О заложении и содержании огородов и парников». Изд. 2-е. СПб. 1837 г.;
22. «Руководство к теоретическому и практическому садоводству», СПб. 1840 г.; Рец.: «Отечественные Записки», 1841 г., № 1, т. 14, отд. 6, стр. 28—29[5][6][7].

Помимо этого, в 1833—1840 гг. Павел Иванович Шварц издавал «Журнал Российского Садоводства», выходивший два раза в месяц. Всего вышло 12 частей. За свою деятельность он был избран действительным членом Российского Общества любителей садоводства (в Москве) и получил звание члена-корреспондента Ученого Комитета Министерства Государственных Имуществ Российской империи.
Павел Иванович Шварц скончался в 1852 году. 